# 蔡時田
蔡時田（？—1752年），四川崇寧縣（今屬郫縣）人。清朝官員。
乾隆七年（1742年）壬戌科進士。累官山東道監察御史。乾隆十七年（1752年）任順天壬申恩科鄉試同考官。因收受舉人曹詠祖賄賂，事發被處斬。